# Boris Alterman
Boris Alterman [em hebraico:  בוריס אלתרמן, em russo:  Борис Альтерман] (Carcóvia, República Socialista Soviética da Ucrânia, 04 de Maio de 1970) é um enxadrista israelense de origem ucraniana que obteve o título de Grande Mestre de Xadrez em 1992. Em 2010, a Federação Internacional de Xadrez (FIDE) lhe outorgou o título de "FIDE Senior Trainer", o máximo que pode ser obtido por um treinador internacional de xadrez. Em 1999, alcançou sua máxima pontuação no Rating ELO, que foi de 2616 puntos, o que lhe rendeu a posição de número 54 no ranking mundial.
Alterman tornou-se famoso nas décadas de 1990 e 2000 por disputar uma série de partidas de xadrez contra computadores, quando ele desenvolveu várias táticas “Anticomputador”. Estratégia esta que foi apelidada de “A Muralha de Alterman”. Ela consistia basicamente de um jogo “retrancado” e marcado por pouca perda de peças – mais peças no tabuleiro dificultariam a vida do computador para calcular uma saída por causa do aumento de movimentos possíveis.

## Carreira
Em 1985, aos 15 anos, ganhou o Campeonato Sub-18 da Ucrânia, e dos anos mais tarde participou do Campeonato Junior da União Soviética, que é o campeonato juvenil de xadrez mais forte do mundo, aonde empatou na primeira colocação com Gata Kamsky.
Ganhou os torneios (tanto abertos como de Grandes Mestres de Haifa (1993), Bad Homburg (1996), Rishon LeZion (1996), Beijing (1995 y 1997), e Munique (1992).
Alterman representou Israel em quatro Olimpíadas de Xadrez, de 1992 a 1998.
No Campeonato Europeu de Xadrez por equipes de 1997, Alterman recebeu a medalha de ouro pelo melhor desempenho individual no torneio.

### Campeonato Mundial de Xadrez de 1998
Em dezembro de 1997, ele participou, em Groningen, do Campeonato Mundial de Xadrez de 1998 (FIDE), torneio este que determinaria o candidato ao título mundial. Ele venceu Peter Wells na primerra rodada de encontros eliminatórios (1½-½), mas foi eliminado do torneio na segunda rodada por Kiril Gueorguiev (2½-1½).

### Kasparov contra o Mundo
Em 1999, ele foi um dos jogadores que participaram do match "Kasparov contra o Mundo".